# 발리 (기업)

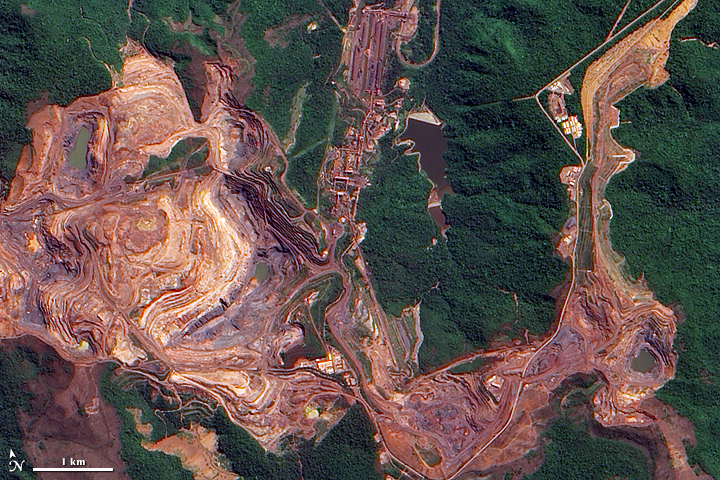

발리(Vale, NYSE: VALE)는 브라질의 채광 기업으로 세계에서 두 번째로 크며, 물류 사업도 벌이고 있다. 철광석 생산 규모는 세계 최대이며, 니켈 생산은 러시아의 노르니켈에 이어 두 번째이다. 망가니즈, 합금철, 구리, 보크사이트, 염화 칼륨, 고령석 등도 생산한다.

## 발자취
이전 사명은 콩파니아 발리 두 히우 도시(Companhia Vale do Rio Doce)로, 약자인 CVRD로 널리 알려졌으며, 2007년 현재 사명인 발리로 개칭하였다. 2005년 캐나다 광산업체 "Canico Resources"를 인수한데 이어, 2006년 10월에는 인코를 인수하였다. 또 2007년에는 오스트레일리아의 AMCI 홀딩스를 6억 5600만 달러에 인수하였다.

## 경쟁 업체
- BHP 빌리튼
- 리오 틴토

## 같이 보기
- 브루마지뉴 댐 붕괴 사고